# Foro panarium
Foro panarium es un ave extinta de estatus taxonómico disputado que vivió entre principios y mediados del Eoceno alrededor del límite entre el Ypresiano y el Luteciano, hace unos 48 millones de años atrás. F. panarium es conocido a partir de fósiles encontrados en la Formación Green River de Wyoming.
Las relaciones taxonómicas de F. panarium siguen sin estar claras. A veces se lo ubica en una familia distinta, Foratidae. Se consideró que posiblemente estaba relacionado con los cucos, los turacos y/o el desconcertante hoacín del Amazonas. Un análisis filogenético realizado por Field y Hsiang (2018) indicó que F. panarium era un turaco de linaje troncal.